# Emily Remler
Emily Remler (18 de septiembre de 1957 - 4 de mayo de 1990) fue una guitarrista de jazz y compositora estadounidense, considerada como una de las mayores estrellas del jazz de los años 80. A lo largo de su carrera grabó siete álbumes de hard bop, estándares del jazz y fusión aunque hay que destacar las influencias de la bossa nova y la música latina en muchas de sus composiciones.
Entre sus admiradores se encontraban grandes nombres de la guitarra del jazz: para Jim Hall era "simplemente increíble", Charlie Byrd destacaba "la gran autoridad" con la que tocaba el tipo de música que a él le gustaba y para Herb Ellis, que fue en cierta forma su descubridor, la definió como "la nueva superestrella de la guitarra".
Fue una tragedia y una gran pérdida para el mundo del jazz que Remler muriera prematuramente con 32 años en Sídney de un ataque al corazón, por causa de su adicción a la heroína, mientras se encontraba de gira por Australia.

## Primeros años e influencias
Nace en Manhattan, Nueva York, aunque pasa su infancia en Englewood Cliffs, Nueva Jersey. De padres judíos, era la menor de tres hermanos y la primera de su familia en llegar a ser músico profesional.
Con diez años comienza a tocar la guitarra, una Gibson ES-330 rojo cereza de su hermano mayor, la guitarra que usaría durante la mayor parte de su carrera profesional. Sus primeras influencias musicales eran las de cualquier adolescente de la época, primero el folk y luego el rock, incluyendo los Beatles, Eric Clapton, Jimi Hendrix y Johnny Winter. A los quince años empieza a tocar blues y pasa el tiempo repitiendo los solos de guitarra de temas de B.B. King. Durante un campamento de verano, un profesor de música de la India, descubrió que tenía un gran oído musical y que era capaz de cantar nota a nota los solos de música de Ravi Shankar del álbum The Concert For Bangladesh.
En 1973, con dieciséis años se graduó en la escuela secundaria y tuvo que decidirse entre estudiar diseño gráfico en Rhode Island o música, en el Berklee College, en Boston, Massachussetts. Su decisión fue clara respecto a la opción musical y según sus propias palabras: "Es fácil entrar en Berklee, pero seguir ahí es duro" y como declaró en 1990 a Greg Burdett en su entrevista en la revista Australian Guitar Journal: "Berklee era un buen sitio para aprender teoría y para conocer gente. John Abercrombie, John Scofield, Mike Stern y Pat Metheny estaban allí al mismo tiempo que yo".
Aunque al principio el jazz le parecía a Emily "un lío de notas", fue otro guitarrista amigo, Chuck Loeb, al que conoció en el Berkley College, quien le dijo cómo y a quien escuchar, empezando por Charlie Christian, Pat Martino y Wes Montgomery y aunque la música de Miles Davis y John Coltrane tampoco le impresionaba al principio, fue escuchando a Paul Desmond y Pat Martino como quedó definitivamente atrapada por el jazz. Completó en tan solo dos años la carrera de 4 y en 1976, con 18 años ya se había graduado.

## Carrera profesional
Su novio de entonces, el guitarrista Steve Masakowski, era de Nueva Orleans y decidieron mudarse allí, después de graduarse los dos en el Berkley para desarrollarse profesionalmente como músicos. En esa época había muchos guitarristas en esa ciudad y Emily era una de las pocas que era capaz de leer música, lo que le abrió la puerta a multitud de empleos en la comunidad jazzística, desde tocar en bodas, con grupos en festivales al aire libre, en la banda liderada por el saxofonista Dick Stabile en el Hotel Fairmont, uno de los referentes musicales de la ciudad, hasta tocar con un grupo de rythm and blues, "Little Queenie and The Percolators" y formar con su novio un cuarteto de dos guitarras, bajo y batería para tocar en radio y televisión llamado "Four Play".  Toda esta actividad la simultaneaba dando clases de guitarra, llegando a tener en esa época hasta 25 alumnos.
Emily era reconocida por su buen trabajo acompañando cantantes y llegó a tocar con Wynton Marsalis y Bobby McFerrin, así como con otros grandes nombres de la canción como Robert Goulet, Joel Gray, Ben Vereen, Rosemary Clooney o Nancy Wilson, que también la llevó de gira hasta actuar en el Carnegie Hall. En una entrevista de 1981 en la revista Guitar Player dijo a este respecto: "Lo importante que he aprendido es que no debes destacar sobre los cantantes, debes complementarlos. Ellos llevan la melodía, están en la cima. No dejes que tu ego se interponga en el camino. Creo que soy una buena acompañante porque soy sensible". 
El nivel de exigencia del ambiente musical en Nueva Orleans y tener que acompañar a todos esos músicos, contribuyeron a que Emily Remler se convirtiera en una intérprete excepcional.
Todo iba a cambiar para ella un día de junio de 1978 coincidiendo que Herb Ellis se encontraba de gira en la ciudad. Emily se armó de valor, le llamó por teléfono y con el pretexto de reparar su guitarra Aria Pro II PE 175 modelo "Herb Ellis" le pidió una lección que acabó siendo una "jam session" de una tarde en la que Ellis, impresionado por su interpretación le dijo: "Voy a convertirte en una estrella" y tres semanas más tarde la invitó a tocar en el Festival de Jazz de Verano de Concord, California, compartiendo el escenario con Ellis, Barney Kessel, Cal Collins, Howard Roberts, Tal Farlow y Remo Palmier en la sesión de apertura del 21 de julio que llamaron "Explosión de Guitarras"  y con el grupo llamado "Great Guitars" con Charlie Bird y Herb Ellis, donde sustituyó a Barney Kessel en esa sesión. Emily tenía 21 años y ya estaba tocando con las primeras estrellas de la guitarra de jazz.
Volvió a Nueva Orleans, donde formó un cuarteto y estuvo sólo un año más trabajando para terminar su estancia en Luisiana al mismo tiempo que su noviazgo con Masakowski.
En 1979 regresa a Nueva York y John Scofield, a quien conocía del Berkeley College le presentó al contrabajista John Clayton. Ese encuentro la llevó a su primera cita de grabación en 1981: una sesión en San Francisco con los Hermanos Clayton en su disco "It's All In The Family" (Concord CJ-138). Esto fue suficiente para que Carl Jefferson, el presidente de la discográfica,  quien también se había quedado muy impresionado por la actuación de Emily en el festival de jazz de 1978, le ofreciera un contrato para grabar media docena de discos en los siguientes ocho años para su sello.  Aunque la verdadera pionera de las mujeres guitarristas de jazz profesionales fue Mary Osborne (1921 - 1992), fue en 1980 cuando definitivamente Remler irrumpió en la escena musical como la mujer guitarrista.  La cantante Astrud Gilberto la contrató para que formara parte de su grupo durante 3 años y saliera de gira con su cuarteto formado por el pianista Ted Lo, el bajista Marcelo Gilberto (hijo de Astrud Gilberto), el batería Duduka da Fonseca y el trombonista David Sacks  donde Remler se  dejó atrapar por los ritmos de la samba y la bossa nova.
En 1981 graba su primer álbum como líder para Concord, "Firefly" seguido un año después por "Take Two", ambos trabajos con una formación de cuarteto (guitarra, piano, contrabajo y batería) y una clara orientación de hard bop en los que interpretaba una selección de composiciones propias y de grandes del jazz como Montgomery, Duke Ellington, McCoy Tyner y  Dexter Gordon entre otros. En 1981 conoce al pianista jamaicano Monty Alexander que la contrató para tocar la guitarra con su grupo. Se inició un romance y se casaron, aunque el matrimonio sólo duró dos años y medio. y, como ella misma dijo, después del divorcio "traté de destruirme tan rápido como pude".  Empezó a consumir heroína y Dilaudid, un medicamento opiáceo utilizado para tratar el dolor moderado a severo. En junio de ese año actúa en el Festival de Jazz de Kool (anteriormente llamado de Newport), en agosto vuelve al Festival de Jazz de Verano de Concord con su propio nombre en programa y también actúa en el Festival de la Mujer de Míchigan (MWMF). En noviembre viaja a Europa en lo que representa un gran salto profesional y da varios conciertos en Los Días de Jazz de Berlín como artista invitada con el quinteto del vibrafonista Dave Friedman, con Jane Ira Bloom al saxo soprano, Harvey Swartz al contrabajo y Daniel Humair a la batería.
En 1982 la contratan durante tres meses para formar parte de una orquesta de 30 músicos y tocar en el musical de "Sophisticated Lady" de Donald McKayle, basado en la música de Duke Ellington y que se representaba en Los Ángeles. Fue en 1982 cuando en una de sus respuestas a una entrevista en la revista People dijo: "Puedo parecer una simpatica chica judía de Nueva Jersey, pero por dentro soy un hombre negro de 50 años con un gran pulgar, como Wes Montgomery".
Para sus dos siguientes grabaciones propias: "Transitions" (1983) y "Catwalk" (1984) lidera un formato de cuarteto pero sin piano, con la trompeta de John D'earth como instrumento acompañante y la base rítmica de Eddie Gómez al contrabajo y de Bob Moses a la batería. En estos trabajos predominan las composiciones de Remler en las que destacan sus crecientes influencias del jazz moderno y la música Brasileña
En 1985 forma un dúo con Larry Coryell, van de gira por Europa y graban el disco "Together" (Concord Jazz CJ-289), considerado por el crítico de jazz Leonard Feather como un excelente álbum y en el que ambos músicos interactúan de manera brillante, alternando guitarras acústicas y eléctricas en los diferentes temas. El mismo año la encuesta entre los críticos de la revista de jazz ¨Downbeat Magazine¨ eligen a Emily Remler como "Guitarrista del año".
En 1986, deja Nueva York, se muda a Pittsburgh y durante 1988 trabaja como artista residente en la Universidad de Duquesne, donde da clases y estudia composición con el trombonista Bob Brookmeyer y el pianista Aydin Esen. También recibe terapia de apoyo para su adicción.
Después de casi dos años deja Pittsburg, que consideraba "una bonita ciudad para vivir" pero donde no era fácil encontrar buenos músicos para formar un grupo. Regresa a Nueva York y se instala en Sheepshead Bay, un barrio junto al mar en el sur de Brooklyn, no solo porque echaba de menos su Museo de Arte Moderno sino porque Nueva York, según Remler, "es el único lugar donde puedes encontrar excelentes músicos viviendo a tan solo unas pocas manzanas de tu casa" y formó otro grupo con Lincoln Goines al bajo eléctrico y Jeff Hirschfield a la batería.
"Catwalk", su cuarto álbum, fue su orgullo y alegría, o al menos lo fue en 1988, cuando habló con la revista ¨Jazz Journal International¨ para resaltar que éste sólo incluía composiciones propias y enfatizaba lo que ella consideraba su habilidad para escribir melodías pegadizas y cantables. En 1988, bien establecida y musicalmente madura, grabó su disco homenaje a Wes Montgomery, "East To Wes", una colección de estándares y clásicos del bop considerado por la crítica como uno de sus mejores trabajos.
Poco tiempo antes de su muerte, además de compartir una gira de gran éxito junto al pianista David Benoit y colaborar en su álbum "Waiting for Spring" (GRP-9595-2), graba sus dos últimos discos, el primero de ellos en 1989 como líder "This Is Me" con el sello Justice Records, ya que había finalizado ese año su contrato con Concord y el segundo en febrero de 1990 como guitarrista de la cantante Susannah McCorkle,  para su álbum de música brasileña "Sabia" (Concord CCD-4418).
El 4 en mayo de 1990, fue encontrada muerta en la habitación de su hotel de Sídney, mientras hacía su segunda gira por Australia. Aunque la causa oficial fuera un fallo cardíaco, seguramente éste fue debido a la adicción de Emily Remler por la heroína y el Dilauid (hidromorfona).
Una vez le preguntaron a la guitarrista cómo quería ser recordada y su repuesta fue: "Buenas composiciones, una guitarra memorable y mis contribuciones como mujer en la música, aunque la música lo es todo y no tiene nada que ver con la política o el movimiento de liberación de la mujer"

## Estilo Musical
Emily Remler fue una músico excepcionalmente dotada, poseedora de un fraseo, unas concepciones armónicas, un sentido rítmico y un swing excelentes. Su forma de tocar es una interesante mezcla entre lo nuevo y lo viejo. En sus primeros años se esforzó por emular los sonidos que le gustaba escuchar en los discos, siendo evidentes las influencias de guitarristas como Wes Montgomery, Herb Ellis, Joe Pass y Pat Martino. Esto la llevó a convertirse en una fenomenal guitarrista de bebop, pero a medida que su carrera progresaba también desarrolló un fuerte estilo personal abarcando influencias de mayor alcance, en el que predominaba su afinidad por la música Latina aunque sin perder nunca el contacto con sus primeras influencias. Con el predominio de un sonido clásico de guitarra de jazz, Emily Remler toma de Wes el estilo de tocar en octavas y con frases simples, pero también aporta ideas armónicas propias, rápidas,  más compleja y de un gran cromatismo en la línea de Pat Metheny, todo ello caracterizado por su marcado sentido del "tempo" y una técnica excelente, contribuyendo así a que el swing de la guitarra de jazz entrara en la era moderna.
Siempre interesada en la enseñanza y en compartir sus conocimientos, en 1986 dejó sus ideas musicales en dos vídeos instructivos: "Bebop and Swing Guitar" y "Latin and Jazz Improvisation", en los que se ponía de evidencia su habilidad para explicar con un particular sentido del humor, conceptos difíciles en un lenguaje simple y fácil de entender.

### Equipo e Instrumentos
La elección del equipo de Remler estaba condicionado por su físico. Le encantaba el sonido de los amplificadores de Fender Twin Reverb y esta fue su primera elección en el estudio, pero debido a la dificultad para levantarlos (unos 30 kg), cuando estaba de gira usaba un Polytone Mini-Brute (unos 12 kg).
Su principal guitarra era la Gibson ES-330 de 1960 de su hermano. Aunque a Emily le gustaba mucho el sonido de las guitarras de jazz de caja ancha como la Gibson L-5 que tocaba su admirado Wes Montgomery, también comprobó que estas  grandes guitarras le cortaban la circulación del brazo derecho y volvió a su conocida Gibson ES-330, con la que aparece fotografiada en la portada de sus tres primeros álbumes ("Firefly" "Take Two" y "Transitions"). En 1985 encargó al luthier de Nueva Jersey, Roger Borys, que le hicieran una guitarra de caja modelo Borys B120, que alternó con su Gibson ES-330 durante el resto de su carrera. En su gira europea de 1986 con el conjunto de la organista alemana Barbara Dennerlein, aparece en escena con una Gibson ES-125 T ¾, una guitarra de una sola pastilla caracterizada por su caja de reducidas dimensiones. Durante su época con Larry Coryell También alternaba estas guitarras con una Ovation Adamas, que aportaba un sonido electrocústico y para interpretar bossa-nova tocaba con una guitarra clásica Korocusci con cuerdas de nylon.
En términos de efectos de sonido, para Remler eran generalmente bastante limitados, usando a menudo un tono limpio de la guitarra con un toque de reverberación. Ocasionalmente, también usaba un pedal de coro, como también lo hacían muchos otros guitarristas de jazz en la era de los 80. Siempre abierta a las novedades, en su álbum publicado en 1990, "This Is Me",  Emily utiliza por primera vez un sintetizador de guitarra CASIO y como le dijo a Greg Burdett en su última entrevista: "No es gran cosa, es sólo un nuevo equipo, así que usémoslo y veamos qué sonidos puede producir".
Tras la muerte de Remler su madre le dio su conocida Gibson ES-330 a una amiga, Susan Itkin, pero fue seriamente dañada en el incendio de la vivienda de ésta en octubre de 2015. Mediante suscripción popular reunieron los 8,500 dólares que costaba la restauración y volvió a la vida en septiembre de 2019, gracias al excelente trabajo del luthier Chris Ambadjes, del American Guitar Museum de New Hyde Park, de Nueva York.

## Homenajes
En 1990 se publicó el primer volumen de un disco homenaje a Emily Remler "Just Friends" (Justice Records JR#0502-2) y en 1991 el segundo volumen (JR#0503-2) en los que participaron amigos y admiradores de Remler como los guitarristas Herb Ellis, Leni Stern, Marty Ashby, Steve Masakowski, los bajistas Eddie Gómez, Lincoln Goines, Steve Bailey el batería Marvin "Smitty" Smith, los pianistas Bill O'Connell, David Benoit and y el saxofonista Nelson Rangell entre otros. 
El cuarto tema del álbum de David Benoit publicado en 1990 "Ïnner Motion" (GRD-9621) incluyó el tema "6-String Poet", como tributo a Remler,
En el CD "Hoemgoing" (Innova 577) del guitarrista norteamericano de la Costa Oeste, Skip Heller grabado en el año 2002, el tema número 5 se tituló "Emily Remler" y estaba dedicado a su memoria.
La guitarrista de jazz Sheryl Bailey dedicó su primer CD en 1993 titulado "Little Misunderstood" en el sello Oasis Production Limited "al espíritu de Emily Remler por despejar el camino" y también en febrero de 2010 su sexto CD "A New Promise" (MCGJ1028) fue un tributo a Emily Remler, a la que Bailey vio actuar por primera vez cuando tenía 18 años en el Festival de Jazz de la Universidad de Pittsburgh en 1984, lo que le inspiró para emprender sus propios estudios de guitarra.  Según dijo de Emily Remler: "Realmente quería escuchar a Emily en mí cuando tocaba. Significó mucho para mí hacerle este tributo y rendirle un homenaje para darle las gracias". En este trabajo incluyó tres composiciones de Remler: “East to Wes,” “Mocha Spice,” y “Carenia”).

## Discografía

### Como líder o colíder
| Año publicación | Título                                               | Sello discográfico | Personal/Notas |
| --------------- | ---------------------------------------------------- | ------------------ | --- |
| 1981            | Firefly                                              | Concord            | Con Hank Jones (piano), Bob Maize (contrabajo) y Jake Hanna (batería) |
| 1982            | Take Two                                             | Concord            | Con James Williams (piano), Don Thomson (contrabajo) y Terry Clarke (batería). |
| 1983            | Transitions                                          | Concord            | Con John D'earth (trompeta), Eddie Gómez (contrabajo) y Bob Moses (batería). |
| 1985            | Catwalk                                              | Concord            | Con John D'earth (trompeta), Eddie Gomez (contrabajo) y Bob Moses (percusión). |
| 1985            | Together                                             | Concord            | Con Larry Coryell. |
| 1988            | East To Wes                                          | Concord            | Con Hank Jones (piano), Buster Williams (contrabajo) y Marvin Smith (batería). |
| 1990            | This Is Me                                           | Justice Records    | Con David Benoit (teclados), Jimmy Johnson y Lincoln Goines (bajo), Luis Conte, Edson Aparecido da Silva "Café" y Jeffrey Weber (percusión), Jay Ashby (percusión y trombón), Jeff Porcaro, Ricky Sebastian y Daduka Fonseca (batería), Romero Lubambo (guitarra acústica), Maúcha Adnet (vocals). |
| 2024            | Cookin' at the Queens: Live in Las Vegas 1984 & 1988 | Resonance          | Con Cocho Arbe (piano), Carson Smith (contrabajo), Tom Montgomery y John Pisci (batería). |

#### Álbumes recopilatorios
| Año publicación | Título                                  | Sello discográfico | Lista de temas (compositor) | Referencia |
| --------------- | --------------------------------------- | ------------------ | --- | ---------- |
| 1991            | Retrospective, Volume One: Standards    | Concord            | 1.Daahoud (C. Brown); 2.How Insensitive (J.C. Jobim, V. de Moraes); 3.Strollin' (H. Silver); 4.Hot Hause (T. Dameron); 5.In Your Own Sweet Way (D. Brubeck); 6.Joy Spring (C. Brown); 7.Softly, As in a Morning Sunrise (O. Hammerstein II, S. Romberg); 8.Afro Blue (M. Santamaría); 9.Del Sasser (S. Jones); 10.In a Sentimental Mood (D. Ellington, M. Kurtz, I. Mills). | [ 33 ]     |
| 1991            | Retrospective, Volume Two: Compositions | Concord            | 1.Mocha Spice; 2.Nunca mais; 3.Waltz for My Grandfather; 4.Catwalk; 5.Blues for Herb; 6.Transitions; 7.Firefly; 8.East to West: 9.Antonio; 10.Mozambique. (Todos los temas compuestos por Emily Remler). | [ 34 ]     |

### Como músico de sesión
| Año grabación | Líder                | Título                                               | Sello discográfico | Referencia |
| ------------- | -------------------- | ---------------------------------------------------- | ------------------ | ---------- |
| 1981          | The Clayton Brothers | It's All In The Family                               | Concord            | [ 35 ]     |
| 1985          | Ray Brown            | Soular Energy                                        | Concord            | [ 36 ]     |
| 1986          | John Colianni        | John Colianni                                        | Concord            | [ 37 ]     |
| 1986          | Rosemary Clooney     | Rosemary Clooney Sings the Music of Jimmy Van Heusen | Concord            | [ 38 ]     |
| 1989          | David Benoit         | Waiting for Spring                                   | GRP Records        | [ 39 ]     |
| 1989          | Susannah McCorkle    | No More Blues                                        | Concord            | [ 40 ]     |
| 1990          | Susannah McCorkle    | Sabia                                                | Concord            | [ 41 ]     |
| 1990          | Richie Cole          | Bossa International                                  | Milestone Records  | [ 42 ]     |